# Regimentul 9 Vânători (1916-1918)
Regimentul 9 Vânători a fost o unitate de nivel tactic, care s-a constituit la 14/27 august 1916, prin mobilizarea unităților și subunităților existente la pace aparținând de Batalionul 9 Vânători din armata permanentă, dislocat la pace în garnizoana Constanța. :p. 132 
Regimentul a făcut parte din organica Diviziei 9 Infanterie. La intrarea în război, regimentul a fost comandat de locotenent-colonelul Ioan Velescu. Regimentul 9 Vânători a participat la acțiunile militare pe frontul românesc, pe toată perioada războiului, între 14/27 august 1916 - 28 ocotmbrie/11 noiembrie 1918.

Drapelul de luptă al regimentului fost decorat cu Ordinul „Mihai Viteazul”, clasa III:
„Pentru vitejia și avântul fără seamăn, cu care a luptat ofițerii cât și trupa la Mustafa-Aci, unde au respins o brigadă inamică cu artilerie la Amzacea unde a cucerit 7 tunuri, la Magarcea, și mai ales la Stâlpul, unde la 19 noiembrie 1916 si-au deschis drumul spre București, rupând puternicul front bavarez și aducând peste 1.200 prizonieri cu 16 mitraliere.”
Înalt Decret no. 473 din 18 mai 1917:p.160

## Participarea la operații

### Campania anului 1916
În campania anului 1916 Regimentul 9 Vânători a participat la acțiunile militare în dispozitivul de luptă al Diviziei 9 Infanterie și Diviziei 9/19 Infanterie, participând la Acțiunile militare din Dobrogea și Bătălia pentru București. 

### Campania anului 1917
În campania anului 1917 Regimentul 9 Vânători a participat la acțiunile militare în dispozitivul de luptă al Diviziei 9 Infanterie, participând la Bătălia de la Mărășești . În această campanie, regimentul a fost comandat de locotenent-colonelul Gheorghe Rasoviceanu.

### Campania anului 1918
În anul 1918 Regimentul 9 Vânători a făcut parte din Brigada 1 Vânători, din organica Diviziei 1 Vânători. :pp. 197-198

## Comandanți
- Locotenent-colonel Ioan Velescu
- Colonel Gheorghe Rasoviceanu

## Decorații
- Ordinul „Mihai Viteazul”, clasa III, 30 februarie 1917[4]:p. 160